# جو باتلر (لاعب كرة قدم)
جو باتلر (بالإنجليزية: Joe Butler)‏ (7 فبراير 1943 في المملكة المتحدة - ) هو لاعب كرة قدم بريطاني في مركز الظهير. لعب مع سويندون تاون ونيوكاسل يونايتد ونادي ألدرشوت وويتني تاون ‏.

## وصلات خارجية
- جو باتلر على موقع قاعدة بيانات كرة القدم.إي يو (الإنجليزية)